# Сен-Мартен-ла-Паллю
Сен-Мартен-ла-Паллю (фр. Saint Martin la Pallu) — муніципалітет у Франції, у регіоні Нова Аквітанія, департамент В'єнна. Сен-Мартен-ла-Паллю утворено 1 січня 2017 року шляхом злиття муніципалітетів Блале, Шарре, Шенеше i Вандевр-дю-Пуату. Адміністративним центром муніципалітету є Вандевр-дю-Пуату. Населення — 5620 осіб (01.01.2021).

## Історія
1 січня 2019 року до Сен-Мартен-ла-Паллю приєднано муніципалітет Варенн.